# Ranunculus sonckii
Ranunculus sonckii är en ranunkelväxtart som först beskrevs av George Gunnar Marklund och Kvist, och fick sitt nu gällande namn av S. Ericsson. Ranunculus sonckii ingår i släktet ranunkler, och familjen ranunkelväxter. Inga underarter finns listade i Catalogue of Life.